# 今村克彦
今村 克彦（いまむら かつひこ、1957年 - ）は、日本の元教師。作家。ミュージシャン。株式会社Office REYの取締役会長。京都府相楽郡和束町出身。息子は小説家の今村翔吾。

## 概要
ダンスチーム「関西京都今村組」の創始者でありグループ代表と最高顧問を務める。
24年間の小学校教師生活で得た経験を基にした講演などでも活動している。

## 略歴
- 1957年（昭和32年）京都府相楽郡和束町に生まれる[1]。
- 1980年（昭和55年）奈良県の天理大学を卒業[2][3]。
- 1981年（昭和56年）京都府の教職員（小学校教諭）に赴任[1][2][3]。
- 1997年（平成9年）ダンスチームの関西京都今村組を結成[2][3]。
- 1999年（平成11年）京都府の生活指導研究協議会常任委員に就任[1][2][3]。
- 2001年（平成13年）全国生活指導研究協議会の全国委員に就任[1][2][3]。
- 2006年（平成18年）京都府の教職員を退職する[1][2][3]。
- 2006年（平成18年）立花高等学校のダンス講師・教育アドバイザーに就任[1][2][3]。
- 2006年（平成18年）株式会社Office REYを設立し代表取締役に就任[1][2][3]。
- 2006年（平成18年）集英社の週刊ヤングジャンプに今村の半生を描いた漫画が掲載[2][3]。
- 2008年（平成20年）フジテレビで今村の半生を描いたテレビドラマ「夢の見つけ方教えたる!」が放送[2][3]。
- 2010年（平成22年）フジテレビで上記のテレビドラマの続編「夢の見つけ方教えたる! 2」が放送[2][3]。
- 2011年（平成23年）非営利型一般社団法人 日本共育Projectを設立し代表理事に就任[1][2][3][8]。

## 関西京都今村組（株式会社Office REY）
京都府木津川市にある株式会社Office REYが運営しているダンスチーム。
ダンスの授業やライブなどの興行業を主な事業内容としている。

## 著書
- 「今村組346人 俺を教師にしてくれた奴等たち」（1998年9月、たかの書房）
- 「明日への誓い オレが教師であるために」（2001年2月、フォーラム・A）
- 「夢の見つけ方教えたる タイマン先生と悪ガキどもの心意気」（2005年6月、祥伝社）
- 「くたばれ学校 ある教師の24年間の叫び」（2007年9月、アスキー新書）
- 「アンタ… 俺を教師にしてくれたあの言葉」 （2008年3月、扶桑社文庫）